# Ангуй
Ангуй (бур. Анга) — деревня в Тулунском районе Иркутской области России. Входит в состав Усть-Кульского муниципального образования.

## География
Находится примерно в 42 км к северу от районного центра — города Тулун.

## Топонимика
Название Ангуй происходит от бурятского ан(г) — зверь или от бурятского и эвенкийского анга — пасть, щель.

## Население
| 2002 | 2010 | 2011 | 2012 |
| ---- | ---- | ---- | ---- |
| 48   | ↘37  | →37  | ↘36  |

По данным Всероссийской переписи, в 2010 году в деревне проживало 37 человек (21 мужчина и 16 женщин).